# Washington (Nebraska)
Washington – wieś w Stanach Zjednoczonych, w stanie Nebraska, w hrabstwie Washington.